# Brigsby Bear
Brigsby Bear es una película estadounidense de comedia y drama de 2017, dirigida por Dave McCary y producida por The Lonely Island. Se estrenó en el Festival de Cine de Sundance el 16 de enero de 2017 y fue lanzado el 21 de julio de 2017 por Sony Pictures Classics. Obtuvo críticas positivas de críticos de cine, que en su mayoría elogiaron su tono optimista y sentimental.

## Argumento
James (Kyle Mooney) vive en una casa subterránea con sus padres Ted (Mark Hamill) y April Mitchum. Obligado a permanecer bajo tierra por sus padres, la única conexión de James con el mundo exterior es un espectáculo educativo para niños llamado Brigsby Bear. James está obsesionado con el programa, posee todos los casetes y llena la mayor parte de su habitación con objetos memorables. Una noche, mientras se escabulle para pasar el rato en el techo, James ve varios autos de policía acercándose a la casa. Ted y April son arrestados.
Luego llevan a James a la estación de policía y se encuentra con el Detective Vogel (Greg Kinnear), que ha estado trabajando en el caso de James. Vogel le informa a James que Ted y April no son sus verdaderos padres, y que ha estado cautivo desde que era un bebé. También le informa a James que Brigsby Bear no es real, y que estaba compuesto completamente por los Mitchums, y Vogel explicó que rastrearon a Ted desde el estudio donde se hizo el espectáculo. Vogel luego presenta a James a sus verdaderos padres, Greg y Louise Pope, y su hija adolescente, Aubrey (Ryan Simpkins). Mientras tratan de presentar a James su nueva vida, no puede dejar de pensar que Brigsby Bear no es real.
Una noche, Aubrey lleva a James a una fiesta. Luego comienza a hablar sobre Brigsby Bear a sus nuevos amigos y se le ocurre la idea de hacer una película basada en el personaje para cerrar la serie. Spencer, el amigo de Aubrey que también es cineasta, acepta hacer la película con él. Después de que el Detective Vogel presta a James los accesorios del espectáculo, comienza a hacer su película. Spencer también comienza a subir episodios de Brigsby Bear a YouTube, donde se convierte en un éxito rotundo, generando una nueva audiencia para el programa y rumores para la película. Greg y Louise no aprueban las actividades de James, ya que temen que dificulte sus posibilidades de llevar una vida normal.
Mientras filma en el bosque, James usa un explosivo que detona y provoca un pequeño incendio, sorprendiendo a Spencer. El grupo es arrestado, pero James es el culpable. La policía lo deja ir, pero le confiscan los trajes y accesorios del oso Brigsby una vez más. Decidido a continuar la producción, James toma uno de los autos de sus padres una noche, con la intención de recuperar el vestuario y los accesorios. Primero toma un desvío hacia su antigua casa subterránea, ahora abandonada y acordonada con cinta amarilla. En su camino de regreso, James se detiene en un restaurante. Allí descubre a Whitney, la actriz que interpretó a Arielle y Nina Smiles en el espectáculo, que acaba de terminar su turno. Ella le cuenta cómo se logró su doble interpretación con efectos especiales y que nunca conoció las verdaderas circunstancias detrás del trabajo secundario, ya que Ted Mitchum le dijo que era para el público canadiense. Cuando la policía llega afuera para llevarlo de vuelta, James le pide a Whitney que repita su doble papel para su película y admite que desarrolló un amor por ella a través del programa.
Siguiendo una recomendación de Emily (Claire Danes), la psiquiatra de la familia, James es internado en una institución mental. Mientras tanto, Aubrey muestra a sus padres partes de la película, donde los dos se dan cuenta de que hacer la película ha estado haciendo feliz a James y lo ha ayudado a vivir una vida normal. Una noche, James se escapa de la institución mental para regresar a casa y agarrar algunas pertenencias, pero descubre que su familia, junto con Spencer y el Detective Vogel, construyen un set de Brigsby Bear en su garaje y le dicen que después de ver lo feliz que está haciendo la película, acordó ayudar también.
James luego visita a Ted, quien ahora está en la cárcel (junto con April) por el secuestro. James le cuenta a Ted sobre la película y cómo le falta la parte más crucial; la voz de Brigsby. Ted acepta grabar la voz de Brigsby y James termina la película (con el detective Vogel cumpliendo sus sueños de actuación al interpretar a un personaje y Whitney retomando su doble papel de hermanas Smiles). En la noche de estreno, el show se agotó y James está preocupado de que a nadie le guste y se queda fuera del teatro mientras se exhibe por primera vez en público la película. Cuando James regresa a la habitación, se encuentra con una ovación de pie. Feliz de que la película sea un éxito, James mira hacia el escenario, ve a Brigsby despedirse y desaparecer.

## Reparto
- Kyle Mooney es James Pope.
- Mark Hamill es Ted Mitchum.
- Greg Kinnear es Detective Vogel.
- Matt Walsh es Greg Pope.
- Michaela Watkins es Louise Pope.
- Ryan Simpkins es Aubrey Pope.
- Jorge Lendeborg Jr. es Spencer.
- Claire Danes es Emily.
- Beck Bennett es Deputy Bander.
- Alexa Demie es Meredith.
- Chance Crimin es Logan.
- Andy Samberg es Eric.
- Kate Lyn Sheil es Whitney / "Arielle and Nina Smiles".
  - Kiera Milan Hendricks es Young Smiles Sisters.
- Jane Adams es April Mitchum.
- Tim Heidecker también actúa en la película.
- Nick Rutherford hace de un fan de Brigsby Bear.

## Producción
Brigsby Bear fue coescrito por Kyle Mooney y Kevin Costello, y dirigido por Dave McCary. Los tres crecieron en San Diego , California y asistieron a la escuela intermedia juntos. [3] Mooney y McCary, junto a Beck Bennett y Nick Rutherford , más tarde formaron el grupo de dibujo Good Neighbor , y todos se unieron al elenco y al equipo de Saturday Night Live ( SNL ) en 2013-14. [4] Mooney y Costello escribieron la película en un período de dos a tres años. Gran parte del personaje de James proviene de la vida personal de Mooney, que consideraba obsesivo, a veces incómodo y siempre nostálgico. [6] Cada vez que Costello y Mooney podían escribir juntos, escribían rápido y desordenado, con Costello puliéndolo mientras Mooney trabajaba en SNL . [8] Mooney estaba fascinado con los programas de televisión para niños de la década de 1980, que se sentía combinado "despreocupado y positivo, se encuentra con lo espeluznante, extraño y psicodélico". Él y McCary eligieron a Prayer Bear como inspiración principal. [9] Mooney recoge cintas de VHS de las ventas de garaje, lo que también alimentó la estética de la película. [11]
Su pedigrí en SNL les permitió lanzar su película con grandes nombres como Mark Hamill , que interpreta a Ted. [12] McCary comparó el personaje de Ted con Jim Henson , "enseñando lecciones extrañas sobre el mundo de una manera amorosa". Señaló que él y Mooney crecieron en hogares estrictos, cristianos, que colorearon la forma en que representaban al personaje. [14] Esperaban que los espectadores se sintieran intrigados por la naturaleza retro del búnker, al que le infundieron una sensación de "baja renta en Splash Mountain ". [15] McCary fue en gran parte responsable del tono serio ya veces melancólico de la película, que le pareció que le daba servicio al viaje emocional de James en la película. [17] Para McCary, siempre había esperado dirigir algo dramático, a diferencia de su material más cómico en el pasado. [19] Parte del viaje de James en la película, incluido su temor de que la gente no disfrute de su película, provino de un lugar genuino para los cineastas. [21] Además, al hacer la película, los cineastas descubrieron que, de muchas maneras, estaban documentando su amistad al crear videos juntos. [23]
La película se filmó a mediados de 2016 en Utah durante el descanso de Mooney y McCary de SNL . [24] [26] La Comisión de Cine de Utah emitió un comunicado de prensa en junio de 2016 anunciando que seis películas habían recibido incentivos para filmar en el estado, incluido Brigsby Bear . [28] Rodaron la película con un pequeño grupo muy unido y compararon la experiencia con el campamento de verano. [29] Después de filmar la película, McCary tuvo que completar la edición mientras todavía trabajaba en SNL . [30]
Lanzamiento
La película se estrenó en el Eccles Theatre en el Sundance Film Festival el 23 de enero de 2017. [31] [33] [35] Poco después, Sony Pictures Classics adquirió los derechos de distribución de la película por $ 5 millones, [37] que fue mucho más alto que el presupuesto de la película. El equipo detrás de la película estaba muy contento de trabajar con Sony Pictures Classics, y señaló que no querían editar la película y estaban en la misma línea en cuanto a mantener la trama de la película en secreto en el marketing. [38] El estreno formal de la película fue en Nueva York el 26 de julio de 2017 y comenzó su presentación teatral el 28 de julio de 2017. La película se lanzó en DVD, Blu-Ray y descarga digital el 14 de noviembre de 2017. [40]

## Recepción de la crítica
En Rotten Tomatoes, la película tiene una calificación de aprobación del 81%, sobre la base de 140 revisiones, con una calificación promedio de 6.6 / 10.